# U-302
Unterseeboot 302 foi um submarino alemão do Tipo VIIC, pertencente a Kriegsmarine que atuou durante a Segunda Guerra Mundial.

## Comandantes
| Comandante            | Data                                     |
| --------------------- | ---------------------------------------- |
| Kptlt. Herbert Sickel | 16 de junho de 1942 - 6 de abril de 1944 |

## Subordinação
Durante o seu tempo de serviço, esteve subordinado às seguintes flotilhas:
| Período                                      | Flotilha                                   |
| -------------------------------------------- | ------------------------------------------ |
| 16 de junho de 1942 - 30 de novembro de 1942 | 8. Unterseebootsflottille (treinamento)    |
| 1 de dezembro de 1942 - 31 de maio de 1943   | 11. Unterseebootsflottille (serviço ativo) |
| 1 de junho de 1943 - 31 de outubro de 1943   | 13. Unterseebootsflottille (serviço ativo) |
| 1 de novembro de 1943 - 6 de abril de 1944   | 9. Unterseebootsflottille (serviço ativo)  |

## Operações conjuntas de ataque
O U-302 participou das seguinte operações de ataque combinado durante a sua carreira:
- Rudeltaktik Nordwind (24 de janeiro de 1943 - 29 de janeiro de 1943)
- Rudeltaktik Eisbär (27 de março de 1943 - 15 de abril de 1943)
- Rudeltaktik Wiking (5 de agosto de 1943 - 16 de setembro de 1943)
- Rudeltaktik Coronel 2 (15 de dezembro de 1943 - 17 de dezembro de 1943)
- Rudeltaktik Amrum (18 de dezembro de 1943 - 23 de dezembro de 1943)
- Rudeltaktik Rügen 4 (23 de dezembro de 1943 - 2 de janeiro de 1944)
- Rudeltaktik Rügen 3 (2 de janeiro de 1944 - 5 de janeiro de 1944)
- Rudeltaktik Rügen 4 (5 de janeiro de 1944 - 7 de janeiro de 1944)
- Rudeltaktik Rügen (7 de janeiro de 1944 - 22 de janeiro de 1944)
- Rudeltaktik Preussen (19 de março de 1944 - 22 de março de 1944)